# Place de la Résistance (Bruxelles)
Pour les articles homonymes, voir Place de la Résistance.
La place de la Résistance (en néerlandais : Verzetsplein) est une place bruxelloise de la commune d'Anderlecht

## Situation et accès
Donnant sur la rue Wayez, la rue du Village, la rue de la Justice, la rue du Greffe et la rue du Prétoire y aboutissent également.
La numérotation des habitations va de 1 à 20 dans le sens des aiguilles d'une montre.

## Historique
La loi du 27 mai 1890 attribue à Anderlecht le titre de chef-lieu de Justice de Paix. Le monument du juge domine la place, inaugurée le 15 février 1897.
Elle s'appelait avant guerre « place Wayez ».

## Bâtiments remarquables et lieux de mémoire

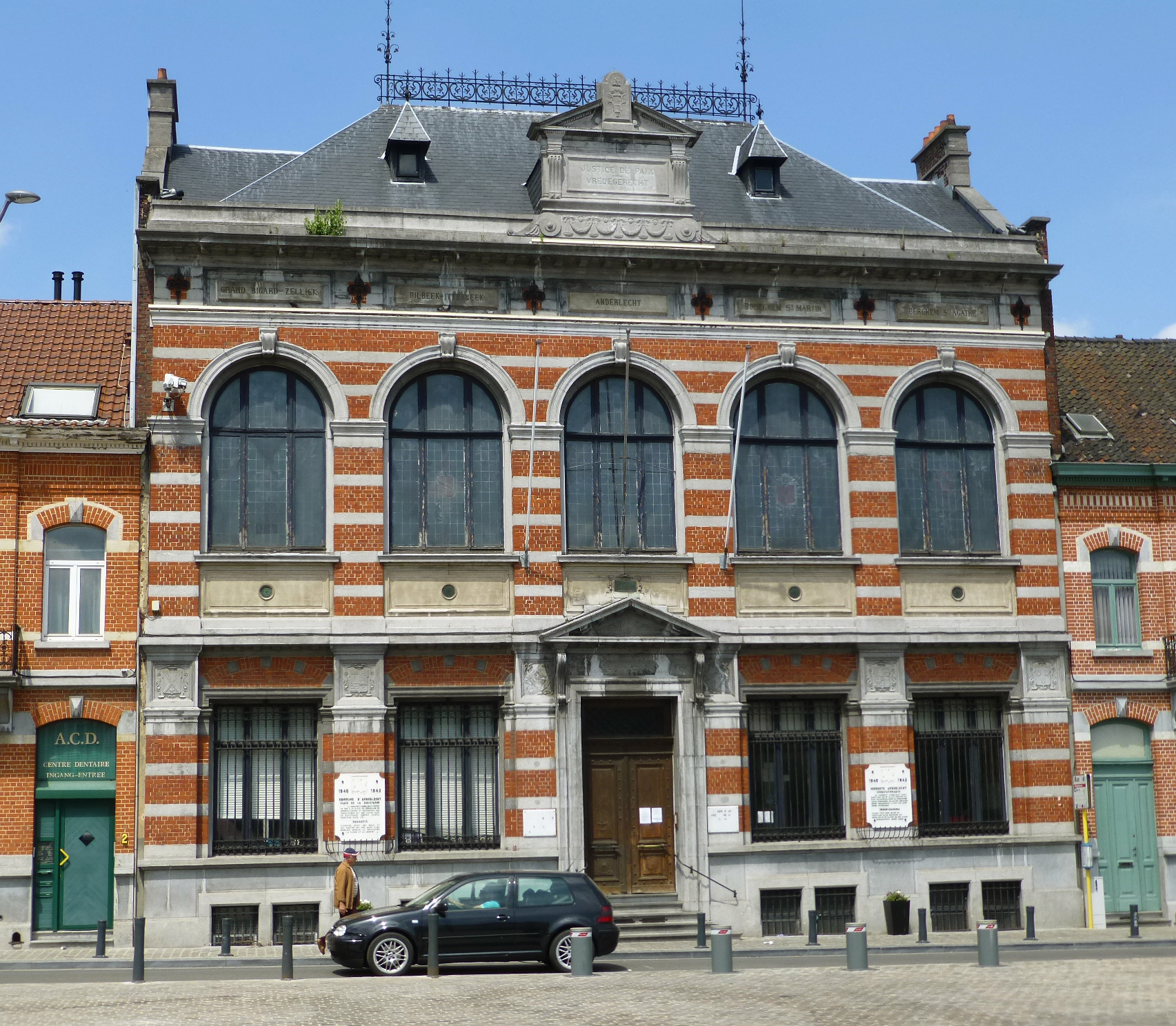
La Justice de Paix, 1890, N°3
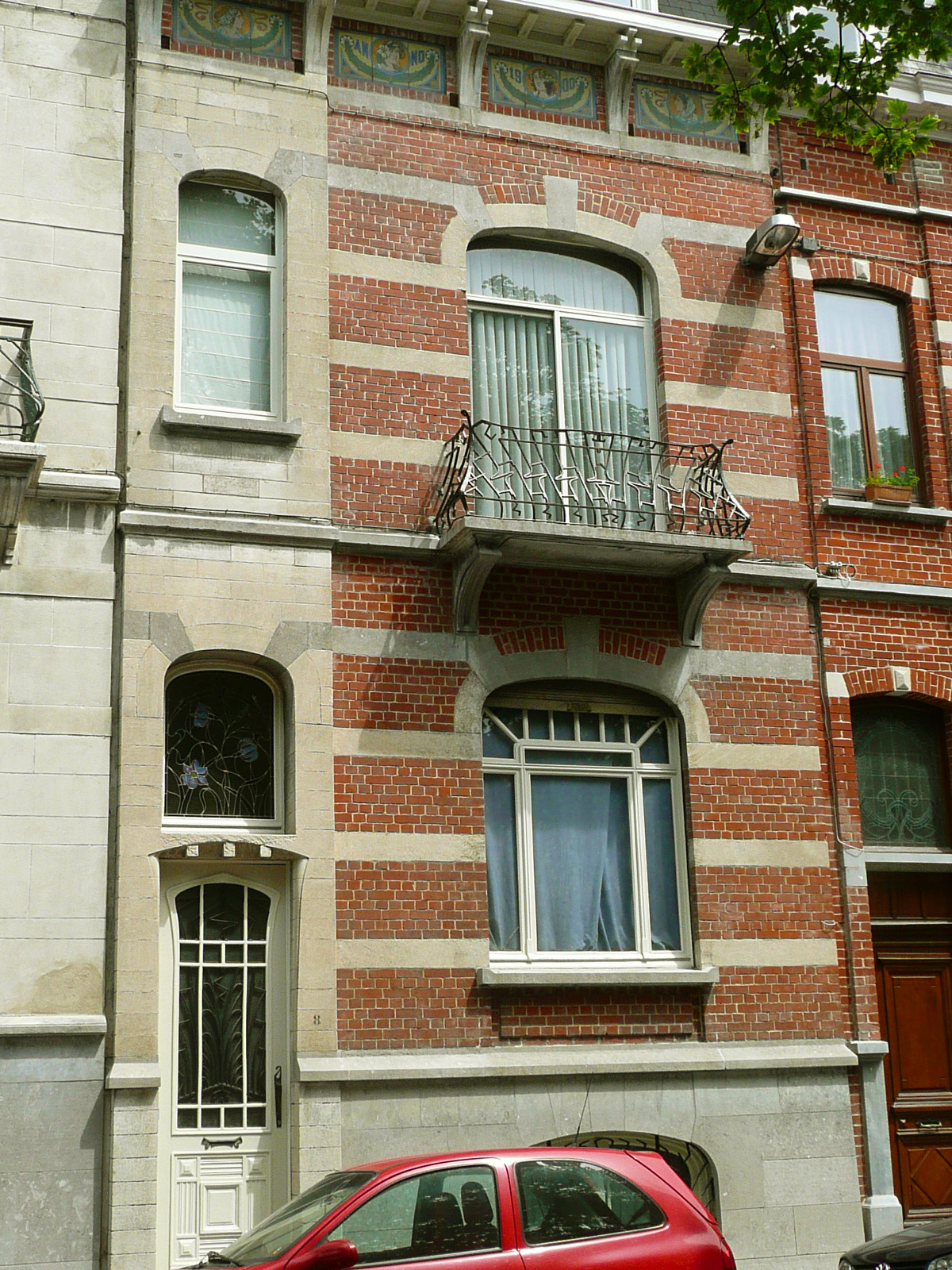
Maison Art nouveau, 1900, N°8
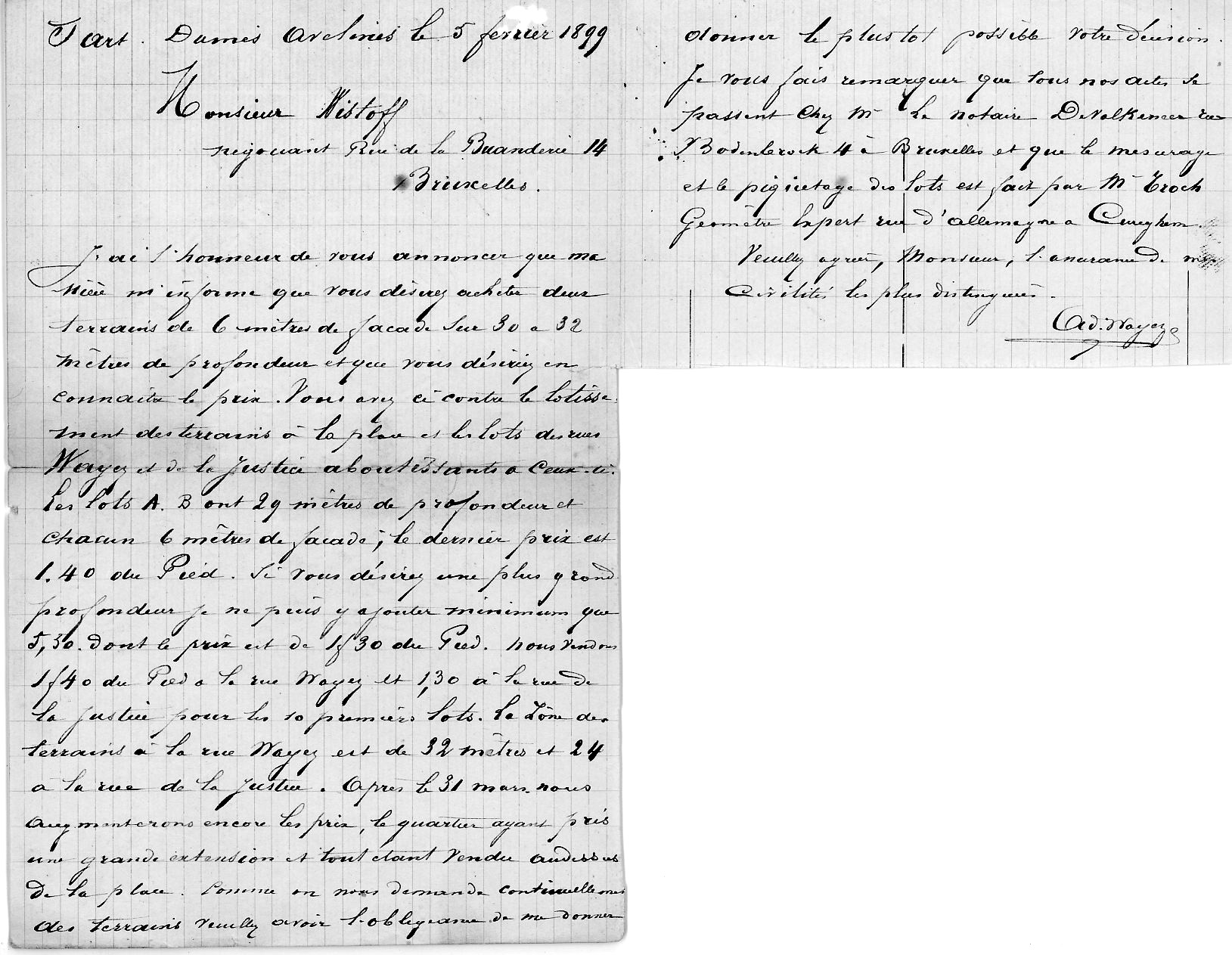
Lettre de M. Wayez concernant la vente du terrain de cette maison
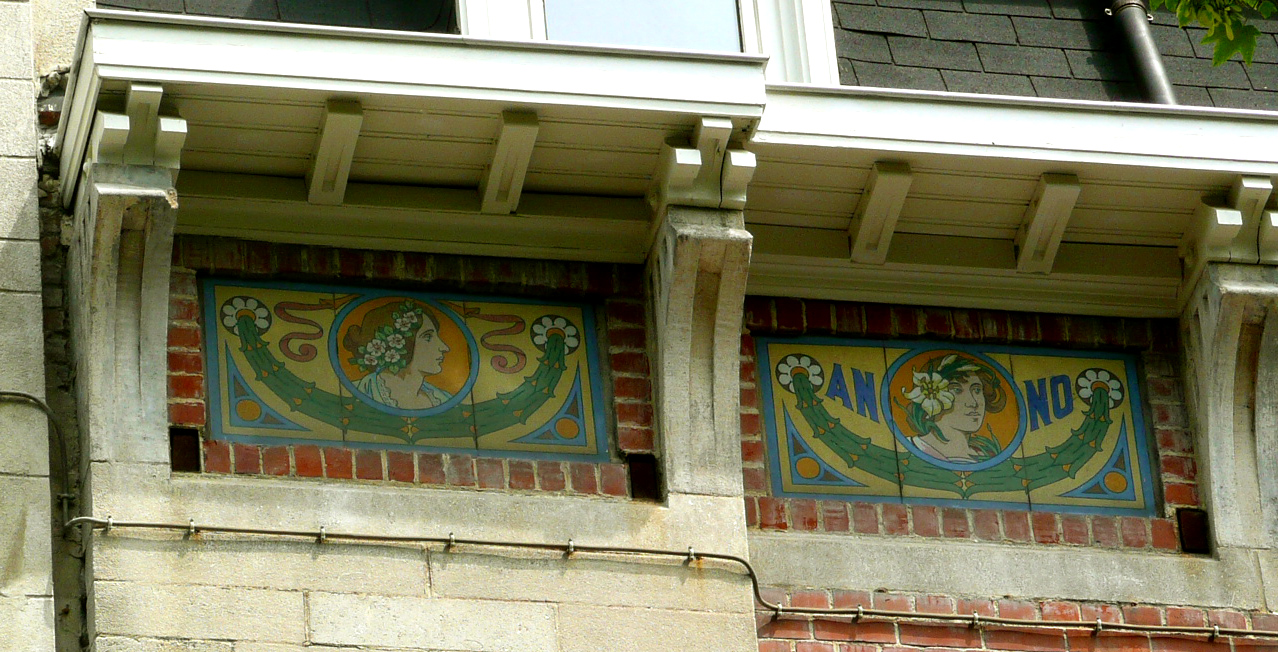
Anno 1900 - les 4 Saisons
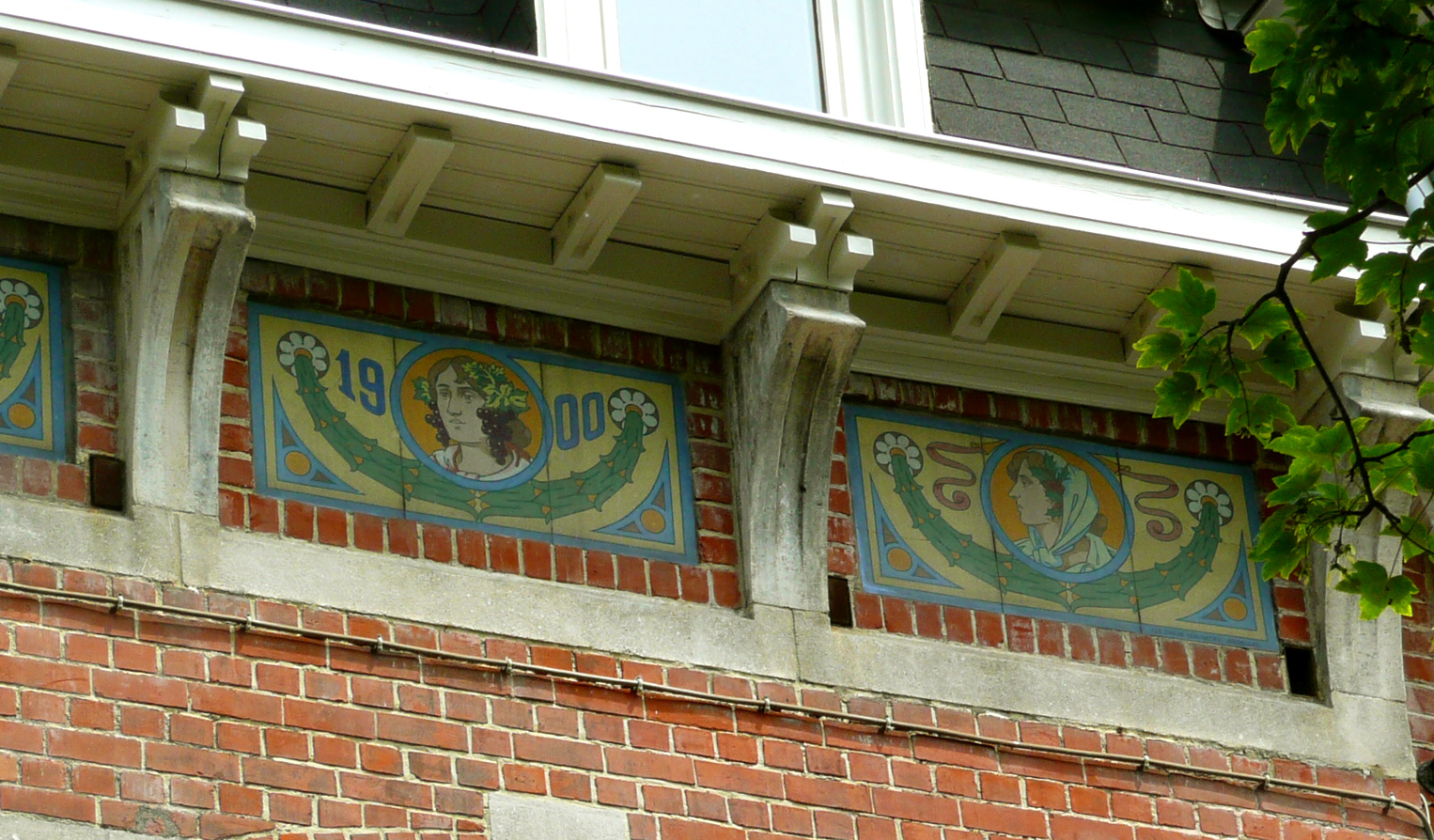
Suite.